# Ramiro Alonso Padierna de Villapadierna

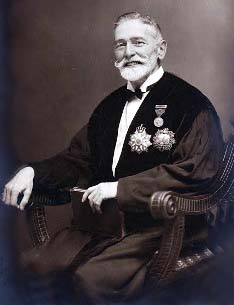
Ramiro Alonso de Villapadierna y Padierna. Político liberal y diputado catalán a Cortes. Subsecretario de Gracia y Justicia (Archivo Villapadierna)

Ramiro Alonso de Villapadierna y Padierna (Almodóvar del Campo, 28 de enero de 1859 - Madrid, 27 de junio de 1928) fue un político liberal español, jurista y Subsecretario de Gracia y Justicia, hijo del presidente del Tribunal de Indias, Juan Nepomuceno Alonso y González-Viejo y de la hermana mayor del conde de Villapadierna. 
Fue en varias legislaturas diputado catalán a Cortes y formó parte de la comisión de negociación en Madrid del arancel catalán ante el rey y el jefe de gobierno Práxedes Mateo Sagasta, así como amigo y colaborador del ministro y jefe de gobierno Francisco Silvela.
Era hermano del senador y Consejero de Instrucción Nacional, el académico de jurisprudencia y escritor Santiago Alonso de Villapadierna y Padierna, y del coronel de la Armada Real, César Alonso de Villapadierna y Padierna. Casó con la hija del héroe popular de las guerras carlistas, general Gamarra, quien traía de los príncipes Pignatelli (Monteleón, Strongoli e Isola), así como de una sucesión de Secretarios de los Reales Consejos. 
Fue padre de Ramiro Alonso de Villapadierna y Gamarra, Abogado del Estado, del Tribunal de Cuentas y director general de la Deuda y Clases Pasivas.
Fue caballero de la Orden de Nuestra Señora de la Concepción de Villaviciosa, de la vieja nobleza leonesa, descendientes del Adelantado de Tierra de Campos y el Almirante de Castilla, fue Abogado del Estado y parlamentario en varias legislaturas de la Restauración. 
Miembro del Partido Liberal, fue elegido Diputado al Congreso por el distrito electoral de Yecla en las elecciones generales de 1893, por el distrito de La Bisbal del Ampurdán en las elecciones de 1898 y por el de Santa Coloma de Farnés en las de 1901 y 1905, localidad gerundense a la que quedaría siempre ligado como Hijo Predilecto. 
En 1902 fue nombrado Subsecretario del Ministerio de Gracia y Justicia, cargo que ocupó a lo largo de sucesivos gobiernos y hasta su jubilación en 1911. Asimismo ejerció como albacea y administrador de los estados de la casa de Linares.
Los Padierna, rancio linaje astúrico en León, dieron nombre a un solar en el curso alto del Esla, que luego vino a desdoblarse en el apellido familiar (los Padierna de Villapadierna) y es finalmente título de Castilla. Además del solar, han probado poseer desde el siglo XII los estados y señoríos de Arcayos, Vega del Árbol, Villaverde, Cea, Sena, Albires, Villa Hamete, Alcuetas, Villanueva de Jarmuz, Olloniego, Pola de Lena y Aller.